# بارسلونا (ریوگرانده شمالی)
بارسلونا (ریوگرانده شمالی) (به پرتغالی: Barcelona, Rio Grande do Norte) یکی از شهرستان های برزیل است که در ریو گرانده شمالی واقع شده‌است.